# Церква Святих Апостолів Петра і Павла (Львів)
Церква Святих Апостолів Петра і Павла — культова споруда у Львові. Пам'ятка архітектури XVII століття. Розташована в історичній місцевості Личаків, на вул. Личаківській, 82а.

## Історія

### Спорудження, перша згадка
Точних даних про дату побудови церкви нема. Будівля була на Глинянському шляху, який з кінця XVI ст. почали називати вулицею Личаківською. Перша згадка про храм датована 13 жовтня 1648 року, коли у своєму листі львівський лавник і писар Самійло Кушевич писав про делегацію католицького «патриціату» Львова на переговори з Богданом Хмельницьким, який отаборився під містом: «…їхали наші посли через саме згоріле передмістя. Відразу ж від міської хвіртки аж до шляха за костелом св. Петра ліворуч якого розташувалася величезна купа татар, а праворуч жив у господі Хмельнцький разом з Тугай-Беєм…». У листі вжито термін «костел», однак тодішня конфесія та належність церкви невідома.
Оскільки храм не згаданий у жодних тодішніх хроніках, дослідник Микола Бандрівський припускає, що тодішнє Галицьке передмістя ще не охоплювало територію, де була церква, відповідно храми за межами міста мали меншу ймовірність потрапляння до тодішніх документів. Дослідник також уважає, що Петро-Павлівський храм був, найімовірніше, православною церквою, бо в тодішньому населенні Львова загалом і вулиці Личаківської зокрема переважали «русини» (тобто українці), а поляки приїхали до цього району пізніше, коли споруджували Костел Святого Антонія. За документами, які цитує Іван Крип'якевич, на місці сучасного храму ще до 1660 року існувала «невеличка придорожна каплиця з бароковим фасадом, який завершувався невеликою бароковою вежею». Згадка про бароковий фасад наштовхує на висновок, що споруда була мурованою, а оскільки латинників, які могли дати кошти на спорудження такої споруди, в цьому районі в XVII сторіччі не було, то радше за все, це був православний храм. Однією з причин, чому замість традиційних дерев'яних церков збудовано муровану, на що були потрібно значні ресурси, могла оборонна важливість і стратегічне розташування. І. Вагилевич, І. Шараневич та деякі інші дослідники зустрічали в архівах дані про оборонні споруди, які були розташовані саме в цьому районі, в чотирикутнику між Личаківським цвинтарем, Кайзервальдом, Стрільницею (сучасною вул. Лисенка) і вул. Пекарською. Саме це, східне, передмістя найчастіше зазнавало набігів татар, які спалювали багато будинків, тому побудова мурованої споруди з оборонними функціями була би логічна. Версію про належність українській громаді може також підтверджувати факт, що 1612 року татари спалили єдину в районі православну українську церкву Воздвиження Чесного Хреста (між сучасними вулицями Харківською та Лисенка), а магістрат виділив ділянку на відбудову церкви лише 1615 року. Передмістя тоді нараховувало кількасот будинків і більшість населення становили українці, які мусили мати власний храм, тому ймовірно, що в час відбудови Хрестовоздвиженської церкви віряни всього Галицького передмістя ходили молитися саме до церкви Петра та Павла. Однак територія навколо Петро-Павлівської церкви археологічно недостатньо вивчена, тому нема прямих доказів, які підтверджують, чи заперечують вищенаведені припущення. Також через відсутність археологічних досліджень невідомо, чи здійснювали на території храму поховання.
З документів відомо, що 1660 року святиню перебудовано. Основа того храму дійшла до сьогодні, попри перебудову наступного століття.

### Під юрисдикцією ордену Паулінів
1750 року до Львова прибули двоє монахів з Ордену Отців Паулінів. Тогочасний львівський канонік Ксаверій Стефан Вежейський, за згодою латинського архієпископа Миколая Ігнатія Вижицького, віддав ченцям церкву Петра і Павла. Крім коштів свого ордену, ченці отримували значні пожертви від міщан, шляхти. Руський воєвода Станіслав-Ян Яблоновський (†1702) 1751[джерело?] року заповів до кінця свого життя платити щорічно кожному з монахів по 1 тисячі золотих, а мешканець Кошицький, який жив біля храму, заповів ордену весь свій маєток, що дозволило розширити територію навколо костелу. 1753 року брати-пауліни отримали дозвіл на перебудову храму в монастир. 1762 року розпочато побудову монастиря; на той час ченців було вже четверо. Будівництво завершено близько 1776 року. На карті міста «Lemberg nach einer Österreichische Geometer in Jahre 1775 ausgeführten Aufname» є схематичний план монастиря. Будівля мала «П»-подібну форму й північним боком прибудована до бічної західної фасадної стіни храму. Протилежне крило монастиря «огинало» вівтарну частину з півдня й закінчувалося прямокутним торцем. На плані видно прилеглу земельну ділянку, яка займала частину сучасного дитячого садочка на вулиці Мечникова. 1780 року ченстоховський провінціал ордену наказав розібрати щойно збудований монастир. Причини такого рішення невідомі. З 1764 року, за вказівкою архієпископа Сєраковського, монахи мали крім чернецьких ще й парафіяльні обов'язки.
1777 року храм обкрадено — грабіжники винесли з нього все срібло. 1780 року наново освячений, щоб змити попереднє осквернення.
Після поділу Речі Посполитої австрійська влада вирішила підпорядкувати церковне життя державі, централізувати його й ослабити вплив Церкви. У рамках реформ було ліквідовано чернечі ордени. 1786 року імператор Йозеф ІІ своїм декретом ліквідував Орден Паулінів у Габсбурзькій імперії. Відповідний декрет Львівського губернаторства від 4 квітня 1788 року ліквідував і монастир Ордену Паулінів при Петро-Павлівському храмі.

### Під юрисдикцією Української греко-католицької церкви
Секуляризаційні реформи Йосифа II спричинили перенесення осідку римо-католицької парафії (одна з шести латинських парафій Львова) з Петро-Павлівського храму до Костелу Святого Антонія, який був недалеко, також при вулиці Личаківській. Натомість церкву Петра та Павла передано Українській греко-католицькій церкві.
Сучасна назва —Храм Святих апостолів Петра і Павла. 1891 року Вікторія Шімзер подарувала храмові статую святого Петра, виконану Абелем Марією Пер'є у 1865—1870 роках в майстерні Л. Шімзера. Її встановлено праворуч від храму.
Отець-доктор Петро Крип'якевич — батько вченого Івана Крип'якевича, священик УГКЦ, доктор теології, народився 1857 року, висвячений 1885, був адміністратором парафії святих Петра і Павла у Львові в 1887-91 роках, у Гнилицях в 1891-95 роках, в 1895–1914 роках професор гімназії у Львові.

### Під юрисдикцією Української автокефальної православної церкви
19 серпня 1989 року настоятель церкви протоієрей Володимир Ярема (1915–2000) оголосив про перехід до Української автокефальної православної церкви. У 1993 році він став патріархом УАПЦ, прийнявши ім'я Димитрія. У 2000 році похований у дворі храму.

### Під юрисдикцією Православної церкви України
З 15 грудня 2018 року перебуває під юрисдикцією Православної церкви України.

## Архітектура
Перебудований 1660 року храм був прямокутний у плані, з видовженим пресбітерієм та прямокутним притвором з триярусною дзвіницею на ньому. Основа того храму дійшла до сьогодні, попри перебудову наступного століття. Храм перекритий двосхилим дахом. Завдовжки сягав до 24 м, ширина нави доходила до 11 м, а ширина вівтарної частини — близько 7.5 м. Церква зберегла частково фортифікаційний вигляд: невеликі півкруглі вікна розташовані аж 6 м над долівкою. На вікнах вмонтовано залізні ковані ґрати, а на вході були обкуті залізними листами ковані двері, зовнішня обшивка яких збереглася до сьогодні.
Невелика однонавова будівля не зберегла первісного вигляду через перебудови XVIII століття. Притвор з дзвіницею на ньому споруджено 1798 року за проєктом Клеменса Фесінґера. У нішах притвору були фрески Луки Долинського, затерті пізнішими перемальовуваннями.